# Hyon Chol-hae
Hyon Chol-hae (Provincia de Hamgyŏng del Norte, 13 de agosto de 1934-Piongyang, 19 de mayo de 2022) fue un militar norcoreano.

## Biografía
Durante la guerra de Corea sirvió como guardaespaldas de Kim Il-sung. Fue subdirector del Departamento Político General del Ejército Popular de Corea, y uno de los dirigentes militares y políticos más importantes de Corea del Norte. Fue señalado como uno de los candidatos que tomarían parte en la dirección del consejo militar del país tras la muerte de Kim Jong-il, sin embargo, Kim Jong-un, fue designado como su sucesor frente al gobierno de Corea del Norte el 1 de junio de 2009.
Además fue un activo funcionario en el partido del gobierno, el Partido de los Trabajadores (WPK) y como miembro del Politburó, el Comité Central y la Comisión Militar Central del WPK.